# Paul Gottlieb Nipkow
Paul Julius Gottlieb Nipkow (22 d'agost de 1860, Lauenburg, Pomerània - 24 d'agost de 1940, Berlín) va ser un tècnic i inventor alemany que, al 1884, va proposar i patentar el primer sistema electromecànic de televisió que duu el seu nom (vegeu disc de Nipkow). Centenars d'estacions de radiodifusió de televisió van experimentar amb l'ús del sistema de Nipkow entre els anys 1920 i 1930, fins que va ser substituït per tots els sistemes electrònics durant la dècada de 1940.

## Inicis
Nipkow va néixer a Lauenburg (ara Lębork), a la província prussiana de Pomerània, ara part de Polònia. Nipkow va experimentar en la telefonia i la transmissió d'imatges en moviment. Després de la seva graduació, es va traslladar a Berlín per tal d'estudiar ciències. Va estudiar òptica fisiològica amb Hermann von Helmholtz i electro-física amb Adolf Slaby.

## El disc de Nipkow

Nipkow disk

Quan encara era estudiant va concebre la idea d'utilitzar un disc pla i circular amb una sèrie de petites perforacions disposades en forma d'espiral des del centre cap a l'exterior (disc de Nipkow), per dividir una imatge en un mosaic de punts i línies. La idea se li va ocórrer mentre estava assegut sol a casa amb una llum d'oli durant la nit de Nadal de 1883. Alexander Bain havia transmès imatges per telègraf en la dècada de 1840, però el disc de Nipkow va millorar el procés de codificació.
Va demanar a l'oficina de patents imperial de Berlín una patent que cobrís un telescopi elèctric per a la reproducció elèctrica dels objectes que il·luminen, en la categoria d' "aparells elèctrics". Això va ser concedit el 15 de gener de 1885, retroactiu al 6 de gener de 1884. No se sap si Nipkow va intentar dur a terme una realització pràctica d'aquest disc, però es pot assumir que ell mai en va construir un. La patent va expirar després de 15 anys a causa de la falta d'interès. Nipkow va prendre una posició com a dissenyador en un institut a Berlín-Buchloh i no va continuar el treball sobre la difusió de les imatges.

## Els primers sistemes de televisió
Les primeres emissions de televisió van utilitzar un mètode d'exploració d'imatge òptic-mecànica, el mètode que Nipkow havia ajudat a crear amb el seu disc. Així, ell podia reclamar una part dels beneficis per la invenció. Nipkow va explicar la seva primera visió de la televisió en un programa de ràdio de Berlín el 1928: "els televisors estaven en cel·les fosques. Centenars de persones esperaven pacientment el moment en què veurien la televisió per primera vegada. Vaig esperar entre ells, posant-me cada vegada més nerviós. En aquell moment, podria veure, per primer cop, el que havia ideat feia 45 anys. Per fi vaig arribar a la primera fila; una tela fosca va ser retirada cap un costat i vaig veure davant meu un parpelleig de la imatge, gens fàcil de discernir ". El sistema va ser demostrat per la Baird Television Company de John Logie Baird. 
A partir de 1936, quan la BBC One va triar aquest sistema per sobre del sistema mecànic de Baird, basat en el treball de Manfred von Ardenne i l'iconoscopi inventat per Vladimir Zworykin, aquest es va fer cada vegada més freqüent i la invenció de Nipkow ja no era essencial per a un major desenvolupament de la televisió.

## Homenatge

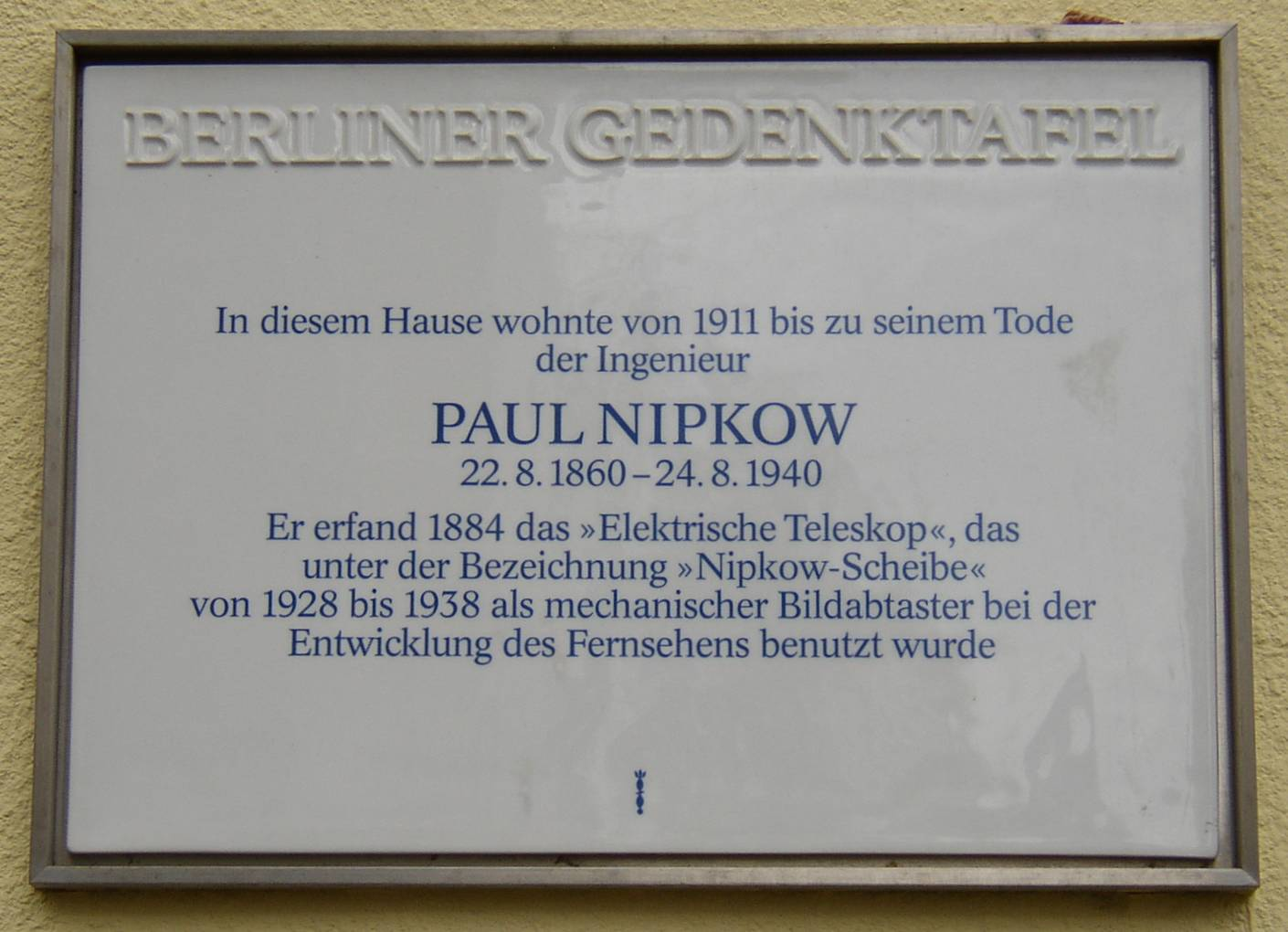
Placa commemorativa a Berlín

- El primer canal de la televisió pública alemanya va començar l'any 1935 a Berlín. Aquest va ser anomenat Fernsehsender Paul Nipkow en honor de Paul Nipkow - el "pare espiritual" de l'element central de la tecnologia de la televisió de primera generació. Es va convertir en president honorari del "consell de la televisió" de la "Cambra de Radiodifusió Imperial". Nipkow va morir el 24 d'agost de 1940 a Berlín.
- En un dels últims episodis de la sèrie britànica dramàtica i d'espies “Exèrcit Secret”, se li atribueix a Nipkow ser l'únic inventor de la televisió, ja que dona a conèixer les càmeres de vigilància de circuit tancat de TV i monitors que ell ha instal·lat a la seu de la Gestapo a Brussel·les.